# Швингхаммер, Майя
Майя Швингхаммер (род. 14 сентября 2001, Саскатун, Саскачеван) — канадская фристайлистка, специализирующаяся в могуле, бронзовый призёр чемпионата мира 2025 в могуле.

## Биография
Майя Швингхаммер училась в средней школе в Саскатуне.
31 января 2025 года канадская лыжница впервые в карьере выиграла свой первый могул на этапе Кубка мира 2024/2025 годов. Сезон завершила на итоговом третьем месте в общем зачёте Кубка мира, набрав 456 очков.
В 2025 году на чемпионате мира в Швейцарии в могуле стала бронзовым призёром, набрав 74,92 балла. В парном могуле уступила в 1/8 финала американке Кайли Кариотис и выбыла из борьбы за медали.